# Sint-Marcellusvloed (1362)
De tweede Sint-Marcellusvloed of Eerste Grote Mandränke (grote verdrinking van mensen) zou plaats hebben gevonden in de nacht van 15 op 16 januari 1362, de dag van de heilige Marcellus. De eerste Sint-Marcellusvloed vond plaats in 1219.
De overstroming trof naar verluidt alle landen rond de Noordzee. De Duitse kroniekschrijver Anton Heimreich (1626-1685) meldde drie eeuwen later in zijn Nordfriesische Chronik uit 1666 dat het water (als gevolg van de opstuwing in de Noordzee) in Sleeswijk-Holstein steeg tot ruim 4 ellen (ca. 2,4 meter) boven de dijken en 21 dijkdoorbraken veroorzaakte. Het havenstadje Rungholt en zeven andere kerspelen verdwenen in het water en ruim 7.600 mensen verdronken. Heimreichs kennis over de middeleeuwse situatie berust niet op directe bronnen en wordt daarom als onbetrouwbaar aangemerkt.
In Nederland en elders in Noord-Duitsland zouden de gevolgen eveneens desastreus zijn geweest. Latere auteurs beweren dat langs de gehele kust de dijken doorbraken en dat grote delen van Nederland onder water liepen. Bewijzen daarvoor ontbreken. Het precieze aantal slachtoffers is echter onbekend. Schattingen lopen uiteen van 25.000 tot 40.000. Er zijn zelfs auteurs die melding maken van 100.000 slachtoffers. Al deze aantallen zijn schromelijk overdreven en ronduit speculatief.
Over de datum van de vloed bestaat vanouds veel verwarring. Verschillende 16e en 17e-eeuwse kronieken noemen een ander jaar of een andere datum. Duidelijk is dat zich in 1362 een grote storm heeft voorgedaan, die aan beide zijden van de Noordzee veel schade heeft veroorzaakt. Kort na de stormvloed werd in Noord-Friesland al een lijst van verdronken dorpen opgemaakt. De herinnering aan de vloed is echter samengevallen met die aan andere stormrampen. Daarbij heeft men ook het ontstaan van de Dollard en de Jadeboezem aan de Marcellusvloed willen ophangen. Voor de Jadeboezem geldt de vloed als een beginpunt, hoewel ook hier het bewijs ontbreekt.

Kustonderzoeker Elisabeth Gottschalk is uiterst sceptisch over de werkelijke toedracht, omdat haar inziens betrouwbare bronnen ontbreken. Ook weerhistoricus Jan Buisman stelt:
Niet uit te sluiten is, dat er aan de kusten van Noordwest-Duitsland, met name in de streek van de Jadebusen, ongelukken zijn gebeurd, zoals al eeuwenlang wordt beweerd, maar een onweerlegbaar bewijs daarvoor ontbreekt. Wellicht heeft er aan de benedenloop van de Weser een lokale doorbraak plaats gehad ... Het is goed mogelijk, dat er verder noordwaarts, op de eilanden of aan de kusten van Noord-Friesland, waar de storm misschien meer uit het westen of noordwesten heeft gewaaid, overstromingen zijn opgetreden. Maar ook voor dit gebied betreft komen we zonder nader onderzoek niet verder dan speculaties.
Duitse onderzoekers hebben niettemin aangetoond dat de stormvloed wel degelijk omstreeks deze tijd heeft plaatsgevonden en in Noord-Friesland tot onomkeerbare schade heeft geleid. De zoektocht naar het mysterieuze Rungholt houdt de publieke opinie nog altijd bezig.